# Carl Gustav Witt
Carl Gustav Witt (Berlino, 29 ottobre 1866 – 3 gennaio 1946) è stato un astronomo tedesco.
| Asteroidi scoperti: 2 | Asteroidi scoperti: 2 |
| --------------------- | --------------------- |
| 422 Berolina          | 8 ottobre 1896        |
| 433 Eros              | 13 agosto 1898        |

Lavorò all'osservatorio berlinese dell'associazione astronomica Urania (Urania Sternwarte Berlin). Scoprì 433 Eros superando in tempestività di comunicazione Auguste Honoré Charlois che pure lo aveva osservato nella stessa notte.
Gli sono stati dedicati l'asteroide 2732 Witt e la Witt Regio su Eros.